# 琼科瑞克街道
琼科瑞克街道，是中华人民共和国新疆维吾尔自治区伊犁哈萨克自治州伊宁市下辖的一个乡镇级行政单位。

## 行政区划
琼科瑞克街道下辖以下地区：
阿恰勒社区、东梁社区、团结社区、英阿瓦提社区、塔合提云社区、英阿亚提社区、新星社区、吐排店社区、伊勒力干也尔社区、喀尔墩社区、红旗社区、拜合特社区、花果山社区、民生小区社区和七三一社区。